# Zygomelon
Zygomelon là một chi ốc biển, là động vật thân mềm chân bụng sống ở biển trong họ Volutidae.

## Các loài
Các loài thuộc chi Zygomelon bao gồm:
- Zygomelon zodion Harasewych & Marshall, 1995[2]